# 塔洋镇
塔洋镇是中华人民共和国海南省琼海市下辖的一个镇。

## 行政区划
塔洋镇下辖以下村级行政区划单位：
先亮村、珍寨村、福寨村、联丰村、加贤村、红庄村、群良村、联先村、红花村、裕山村、里文村、千秋村、诗书村、孟里村和鱼良村。